# Alpachiri
Alpachiri é um município da província de La Pampa, na Argentina.

## População
Possuía 1.797 habitantes no censo de 2001, o que representa um queda de 3,3 % em relação aos 1.859 habitantes apontados no censo de 1991.